# Некрасово (Вяземский район)
Некрасово — деревня в Вяземском районе Смоленской области России. Входит в состав Ефремовского сельского поселения. Население — 9 жителей (2007 год).

## Географическое положение
Расположена в восточной части области в 19 км к юго-востоку от Вязьмы, в 6 км восточнее автодороги Р132 Вязьма — Калуга — Тула — Рязань. В 11 км западнее деревни расположена железнодорожная станция Лосьмино на линии Вязьма — Занозная. 

## История
В годы Великой Отечественной войны деревня была оккупирована гитлеровскими войсками в октябре 1941 года, освобождена в марте 1943 года..
В 1963 году указом Президиума Верховного Совета РСФСР деревня Аракчеево Вяземского сельского района переименована в Некрасово. 